# Античная Сирия
Античный период в истории Сирии — история Сирии в IV веке до н. э. — V веке н. э.

## Завоевание Сирии Александром Македонским
В 333 году до н. э. на территорию Сирии вступили войска Александра Македонского. После битвы при Иссе (333 до н. э.) Александр, вместо того чтобы преследовать Дария III, направился в Сирию. Парменион захватил в Дамаске весь обоз персидской армии, а сам Александр занял Финикию. Таким образом, Сирия в 332 году до н. э. вошла в состав Македонского царства.

## Сирия при Селевкидах
Во время борьбы за власть между диадохами Александра Сирия неоднократно переходила из рук в руки. После битвы при Ипсе (301 до н. э.) Сирия стала политическим центром государства Селевкидов.
При первых Селевкидах в Сирии были основаны многочисленные греческие города и поселения (Антиохия, Лаодикея, Дура-Европос и др.), пользовавшиеся значительной автономией. Многие из них считались формально независимыми союзниками царя. Широкое распространение получили греческий язык и культура.
После Сирийских войн между Селевкидами и Птолемеями Сирия осталась под властью Селевкидов. Однако огромное государство Селевкидов было непрочным. От него одна за другой отпадали отдельные части, становившиеся самостоятельными государствами.
Воспользовавшись ослаблением Селевкидов, армянский царь Тигран II подчинил Сирию. После поражения, нанесённого Тиграну II римским полководцем Луцием Лукуллом в 69 году до н. э., Сирия снова стала формально независимой.

## Сирия при римлянах
В 64 году до н. э., после победы Гнея Помпея над Митридатом VI и Тиграном II, Сирию завоевали римляне и превратили страну в римскую провинцию, причём в её состав была включена Иудея. Сирия постоянно страдала от вторжений парфян. Во время римско-парфянских и римско-сасанидских войн пограничные области Сирии неоднократно переходили из рук в руки. Заинтересованные в поддержке местного населения Сирии во время войн с Парфянским царством, римские императоры предоставляли городам Сирии статус союзников, освобождали их от податей и повинностей.
Антиохия вскоре стала важнейшим городом провинции Азии и третьим городом всей Римской империи. Как в Антиохии, так и в остальной Сирии образованные слои общества по-прежнему говорили по-гречески и сохранили греческие нравы и обычаи.
Начиная со II века в Сирии стало быстро распространяться христианство.
В 60-х годах III века фактически самостоятельной стала Пальмира.

## Памятники архитектуры
Несмотря на действия ИГИЛ, сохранились ценные памятники архитектуры Пальмиры II—III веков: башенные гробницы, храмы местных божеств и др.
В Дура-Европос найдены базилики и синагога (III век).